# (523731) 2014 OK394
(523731) 2014 OK394 または 1995 SN55は、近日点が木星より外側にあり、軌道長半径は海王星より小さいと推定されている、見失われたケンタウルス族である。この天体は知られているケンタウルス族のメンバーの中で最も大きい。

## 観測
1995 SN55は1995年9月20日から1995年10月26日までの36日間に14回しか観測されていない。観測結果から描かれる弧が短いため、この天体は軌道を正確に決定できず、行方不明になったとみなされている（見失われた彗星または見失われた小惑星を参照のこと）。
黄道深部サーベイ（DES）ではこの天体の遠日点を91AU、JPLは39.1AU と計算している。
JPLが最も適合すると推定した軌道では、10月に衝になっている。
JPLの予想軌道が正しければ、2052年に近日点を通過することになる。

## 大きさ
1995 SN55がケンタウルス族の軌道を持つことが確認されれば、知られている限りのケンタウルス族天体で最大のものの一つとなる。平均的なケンタウルス族天体のアルベドは約0.07である。絶対等級（H）が6.0で。この値を用いると1995 SN55の直径は310kmと推定される。ケンタウルス族と分かっている天体で最大級のものとしてはカリクロー（260 km / H=6.4 / アルベド＝0.05）とキロン（230 km / H=6.5 / アルベド＝0.07）の2つがある。